# Suffocate Me
Suffocate Me (в пер. с англ. задуши меня) — мини-альбом шотландской рок-группы Angelfish. Композиция «Suffocate Me» не занимала каких-либо мест в хит-парадах, однако приобрела некоторую популярность и часто транслировалась на студенческих радиостанциях. Позднее песня была включена в дебютный альбом Angelfish.
Видеоклип на песню «Suffocate Me» был снят режиссёром Кэмероном Кейси, а премьера в США состоялась 6 августа 1993 года. В 1994 году клип всего один раз демонстрировался на канале MTV в рамках шоу 120 Minutes, во время которого Ширли Мэнсон заметили основатели группы Garbage Стив Маркер, Бутч Виг и Дюк Эриксон. Музыканты предложили Мэнсон стать вокалисткой новой группы. Певица согласилась принять участие в проекте, так как Angelfish была уже на грани распада. В августе 1994 года Ширли Мэнсон присоединилась к Garbage.

## Список композиций
1. «Suffocate Me» (Angelfish) — 3:46
2. «You Can Love Her» (Холли Винсент) — 3:48
3. «Kimberly» (Патти Смит, Аллен Ланиер, Иван Крал) — 3:46
4. «Trash It» (Angelfish) — 2:55

В 1994 году композиции «Suffocate Me» и «You Can Love Her» были включены в альбом Angelfish, в то время, как песня «Trash It» была перезаписана группой Goodbye Mr. Mackenzie и под названием «Superman» представлена в качестве бисайда на последнем сингле группы «The Way I Walk».